# Ribadeo Fútbol Club
El Ribadeo Fútbol Club és un club de futbol gallec, de la vila de Ribadeo, a la província de Lugo. Va ser fundat el 1913 i actualment juga a la Tercera Divisió.

## Estadi
El Ribadeo disputa els seus partits com a local a l'Estadi Pepe Barrera, amb capacitat per 2.500 espectadors.

## Dades del club
- Temporades a Primera divisió: 0
- Temporades a Segona divisió: 0
- Temporades a Segona divisió B: 0
- Temporades a Tercera divisió: 4
- Millor posició a la lliga: 6è (Tercera divisió temporada 2014-15)

## Palmarès
- Preferent Autonòmica (2): 1994-95, 2013-14.

## Futbolistes destacats
- Miguel Ángel Ochoa